# Poursuite par équipes féminine aux Jeux olympiques d'été de 2012
Navigation
Rio de Janeiro 2016
La poursuite par équipes féminine, épreuve de cyclisme sur piste des Jeux olympiques d'été de 2012 a lieu les 3 et 4 août 2012 sur le Vélodrome de Londres. C'est la première fois que l'épreuve est au programme des Jeux pour les femmes.

## Format de la compétition
Les dispositions particulières aux Jeux olympiques sont détaillées dans l'article 3.2.085 du règlement de l'UCI.
Dix équipes de quatre coureuses prennent part à cette épreuve.
Qualifications
Les équipes réalisant les huit meilleurs temps sont qualifiées pour le premier tour.
Premier tour
Les équipes sont appariées de la façon suivante en fonction de leur classement en qualifications : 6e-7e, 5e-8e, 2e-3e et 1re-4e.
Finale
Elle oppose les vainqueurs des confrontations 2e-3e et 1re-4e du premier tour.
Finales de classement
Les six équipes ayant participé au premier tour et n'étant pas qualifiées pour la finale disputent les trois finales de classement en fonction du temps qu'elles ont réalisé lors du premier tour : les deux meilleures se rencontrent pour la 3e place, les deux suivantes pour la 5e et les deux dernières pour la 7e.

## Programme
Tous les temps correspondent à l'UTC+1
| Date                 | Horaire | Manche              |
| -------------------- | ------- | ------------------- |
| Vendredi 3 août 2012 | 17 h 00 | Qualifications      |
| Samedi 4 août 2012   | 16 h 10 | 1er tour et finales |

## Résultats

### Qualification
Les dix équipes de quatre coureuses participent à un tour de qualifications. Les huit équipes avec les meilleurs temps se qualifient pour la suite de la compétition alors que les autres reçoivent un rang final basé sur le temps obtenu.
| Rang | Pays             | Cyclistes                                              | Résultats      | Notes     |
| ---- | ---------------- | ------------------------------------------------------ | -------------- | --------- |
| 1.   | Grande-Bretagne  | Danielle King Laura Trott Joanna Rowsell               | 3 min 15 s 669 | Q, RM, RO |
| 2.   | États-Unis       | Sarah Hammer Dotsie Bausch Jennie Reed                 | 3 min 19 s 406 | Q         |
| 3.   | Australie        | Annette Edmondson Melissa Hoskins Josephine Tomic      | 3 min 19 s 719 | Q         |
| 4.   | Canada           | Tara Whitten Gillian Carleton Jasmin Glaesser          | 3 min 19 s 816 | Q         |
| 5.   | Nouvelle-Zélande | Lauren Ellis Jaime Nielsen Alison Shanks               | 3 min 20 s 421 | Q         |
| 6.   | Pays-Bas         | Kirsten Wild Amy Pieters Ellen van Dijk                | 3 min 21 s 602 | Q         |
| 7.   | Allemagne        | Judith Arndt Charlotte Becker Lisa Brennauer           | 3 min 22 s 058 | Q         |
| 8.   | Biélorussie      | Tatsiana Sharakova Alena Dylko Aksana Papko            | 3 min 22 s 850 | Q         |
| 9.   | Ukraine          | Yelizaveta Bochkarova Svitlana Galyuk Lesya Kalitovska | 3 min 25 s 160 |           |
| 10.  | Chine            | Jiang Fan Jiang Wenwen Liang Jing                      | 3 min 26 s 049 |           |

### 1ertour
| Série | Rang | Pays             | Résultats      | Notes  |
| ----- | ---- | ---------------- | -------------- | ------ |
| 4     | 1    | Grande-Bretagne  | 3 min 14 s 682 | RM, RO |
| 3     | 2    | États-Unis       | 3 min 16 s 853 |        |
| 3     | 3    | Australie        | 3 min 16 s 935 |        |
| 4     | 4    | Canada           | 3 min 17 s 454 |        |
| 2     | 5    | Nouvelle-Zélande | 3 min 18 s 514 |        |
| 1     | 6    | Pays-Bas         | 3 min 20 s 013 |        |
| 1     | 7    | Allemagne        | 3 min 21 s 086 |        |
| 2     | 8    | Biélorussie      | 3 min 21 s 942 |        |

### Finales
| Course | Pays            | Temps          | Rang                                |
| ------ | --------------- | -------------- | ----------------------------------- |
| Or     | Grande-Bretagne | 3 min 14 s 051 | Médaille d'or, Jeux olympiques      |
| Or     | États-Unis      | 3 min 19 s 727 | Médaille d'argent, Jeux olympiques  |
| Bronze | Canada          | 3 min 17 s 915 | Médaille de bronze, Jeux olympiques |
| Bronze | Australie       | 3 min 18 s 096 | 4                                   |

### Match de classement
| Course     | Pays             | Temps          | Rang |
| ---------- | ---------------- | -------------- | ---- |
| 5-6e place | Nouvelle-Zélande | 3 min 19 s 351 | 5    |
| 5-6e place | Pays-Bas         | 3 min 23 s 256 | 6    |
| 7-8e place | Biélorussie      | 3 min 20 s 245 | 7    |
| 7-8e place | Allemagne        | 3 min 20 s 824 | 8    |